# Abou Ba
Abou Ba, né le 29 juillet 1998 à Saint-Dié-des-Vosges en France, est un footballeur français qui joue au poste de milieu défensif.

## Biographie

### AS Nancy
Abou Ba est formé à l'AS Nancy-Lorraine, club qu'il rejoint en 2011. Il joue son premier match en professionnel le 14 août 2017, lors de la troisième journée de la saison 2017-2018 de Ligue 2 face au Nîmes Olympique. Il est titulaire ce jour-là, et participe à l'intégralité du match, alors que les deux équipes se partagent les points (0-0). Le 18 août, lors de la journée suivante et pour son deuxième match seulement, il inscrit son premier but en professionnel, lors d'un match nul face au FC Sochaux (2-2). Le 20 septembre 2017, il signe son premier contrat professionnel avec son club formateur.

### FC Nantes
En juillet 2019, Abou Ba s'engage avec le FC Nantes, qui paye un million d'euros à l'AS Nancy-Lorraine pour le récupérer. Il signe un contrat courant jusqu'en juin 2023.